# Herring (U-Boot)
Die USS Herring (SS-233) war ein U-Boot der United States Navy, welches im Zweiten Weltkrieg zeitweilig im Atlantik, jedoch vorwiegend auf dem pazifischen Kriegsschauplatz zum Einsatz kam und 1944 versenkt wurde. Das U-Boot gehörte der Gato-Klasse an und war nach dem Fisch Hering benannt. Das U-Boot wurde am 14. Juli 1941 als 22. Boot seiner Klasse bei der Portsmouth Naval Shipyard in Kittery im US-Bundesstaat Maine auf Kiel gelegt und lief am 15. Januar 1942 von Stapel. Die Herring wurde schließlich am 4. Mai 1942 in Dienst gestellt. Erster Kommandant war Lieutenant Commander Raymond Wilber Johnson.

## Zweiter Weltkrieg

### 1942/43: Erste Kriegseinsätze im Atlantik
Nach der Indienstnahme und dem Abschluss der Testfahrten im Herbst 1942, verlegte die Herring Ende Oktober 1942, als Teil der sogenannten Task Group (TG) 34.9 und gemeinsam mit dem U-Boot Gunnel, von der amerikanischen Ostküste vor die Küste von Französisch-Marokko und nahm dort im November 1942 als Sicherungs-U-Boot bei der Landung der Alliierten teil (Operation Torch). Während dieser Operation gelang der Herring am 8. November die Torpedierung und Versenkung des vichy-französischen Frachters Ville du Havre (5.083 BRT) nordwestlich von Casablanca.
Am 25. November 1942 traf das U-Boot im schottischen Rosneath ein und beendete dort die erste Feindfahrt. In den folgenden sieben Monaten, bis Juli 1943, operierte die Herring von Rosneath aus und unternahm dabei fünf Patrouillenfahrten, die das U-Boot unter anderem ins Seegebiet um Island führten. Versenkungen wurden während dieser Einsätze allerdings nicht erzielt, auch wenn zeitweilig vermutet worden war, dass die Herring für die Versenkung des deutschen U-Bootes U 163 am 21. März 1943 in der Biskaya verantwortlich gewesen sein könnte; dieses Boot indessen wurde jedoch von der kanadischen Korvette Prescott bereits am 13. März 1943 versenkt.
Ende Juli 1943 wurde die Herring wegen ausbleibender Versenkungen wieder nach den Vereinigten Staaten zurückbeordert, da ein Einsatz auf dem pazifischen Kriegsschauplatz größeren Erfolg zu versprechen schien. Nach einer kurzen Werftüberholung verließ die Herring am 9. August 1943 infolgedessen New London und verlegte im gleichen Monat durch den Panamakanal, um sich in Pearl Harbor der amerikanischen Pazifikflotte anzuschließen.

### 1943/44: Einsätze im Pazifik
Im November 1943 lief die Herring von Pearl Harbor aus zu ihrer ersten Feindfahrt im Pazifik aus. In den folgenden sieben Monaten unternahm das U-Boot insgesamt drei Feindfahrten, wobei es ab dem 6. Februar 1944 unter dem Befehl eines neuen Kommandanten, Lieutenant Commander David Zabriskie Jr., stand. Während dieser Zeit operierte die Herring zumeist im Ostchinesischen Meer, im Gelben Meer, im Ochotskischen Meer und im Bereich der Kurilen. Insgesamt gelangen dem U-Boot dabei sechs Versenkungen:
- 14. Dezember 1943: Torpedierung und Versenkung des japanischen Frachtschiffes Hakozaki Maru (3.948 BRT) etwa 200 Seemeilen nordöstlich von Shanghai.
- 2. Januar 1944: Torpedierung und Versenkung des japanischen Passagierschiffes Nagoya Maru (6.071 BRT) vor Aogashima. Das als U-Boot-Tender eingesetzte und in einem Konvoi fahrende Schiff wurde am 1. Januar torpediert, sank jedoch einen Tag später infolge stürmischen Wetters und unzureichender Lecksicherungsmaßnahmen. Beim Untergang kamen 121 Menschen ums Leben[2], die meisten davon waren beim Einschlag des Torpedos umgekommen.
- 31. Mai 1944: Torpedierung und Versenkung des japanischen Geleitschiffes (Kaibōkan) Ishigaki (860 ts) und des Frachters Hakuyo Maru (1.590 BRT) etwa 70 Seemeilen westlich von Matua. Beide Schiffe waren Teil des Geleitzuges HE. Das Sicherungsfahrzeug wurde von einem Torpedo ins Vorschiff getroffen und sank unter dem Verlust von 167 Besatzungsangehörigen[3].
- 1. Juni 1944: Torpedierung und Versenkung der beiden vor Matua, nahe Point Tagan, vor Anker liegenden japanischen Truppentransporter Iwaki Maru (3.124 BRT) und Hiburi Maru (4.366 BRT). Beim Untergang der beiden Dampfer starben insgesamt 180 Menschen, 63 Seeleute und 117 Soldaten.

## Untergang derHerring
Unmittelbar nach der Versenkung der beiden Transporter wurde die Herring, knapp 1,3 Seemeilen von der Küste von Matua entfernt stehend, gegen 7.55 Uhr überraschend von einer nahe Point Tagan positionierten und aus drei 14-cm-Geschützen bestehenden japanischen Küstenbatterie (52. Wachdivision) unter Beschuss genommen. Noch ehe das U-Boot abtauchen konnte, trafen zwei 14-cm-Granaten den Turm der Herring, die gerade zu einem Alarmtauchmanöver ansetzte. Das Boot glitt mit durchlöchertem Turm unter die Wasseroberfläche; kurze Zeit später stiegen große Luftblasen nach oben und schwamm ein Ölfilm auf. Ab diesem Zeitpunkt meldete sich die Herring nicht mehr und es gilt heute als sehr wahrscheinlich, dass das U-Boot durch die beiden Volltreffer der Küstenartillerie versenkt wurde. Mit dem Boot gingen der Kommandant, Lieutenant Commander David Zabriskie Jr., und alle 83 Besatzungsmitglieder unter. Es gab keine Überlebenden.
Nachdem die Herring auf Funksprüche am 3. Juni 1944 nicht reagiert hatte, wurde das amerikanische U-Boot Barb, das einzige andere noch im Seegebiet der mittleren Kurilen stehende US-U-Boot zu dieser Zeit, mit dem Versuch einer Kontaktaufnahme zur Herring betraut. Ende Juni 1944 wurde auch dieses Unterfangen ohne Erfolg eingestellt. Am 13. Juli 1944 schließlich wurde die Herring endgültig für als in Verlust geraten eingestuft.
Im Jahr 2016 wurde das in 104 Metern Tiefe liegende Wrack eines U-Bootes in der Nähe der Insel Matua von einer gemeinsamen Expedition der Russischen Geographischen Gesellschaft und des russischen Verteidigungsministeriums entdeckt. Eine Verifizierung des Wracks steht bislang allerdings noch aus. Die Herring war das einzige amerikanische U-Boot im Zweiten Weltkrieg, das durch das Feuer von Küstengeschützen versenkt wurde.

## Auszeichnungen und Erfolge
Für Einsätze im Zweiten Weltkrieg erhielt die Herring fünf Battle Stars. Insgesamt hatte das U-Boot auf acht Feindfahrten sechs Frachter (mit zusammen 24.182 BRT) und einen Geleitzerstörer versenken können.